# Arndt Ginzel

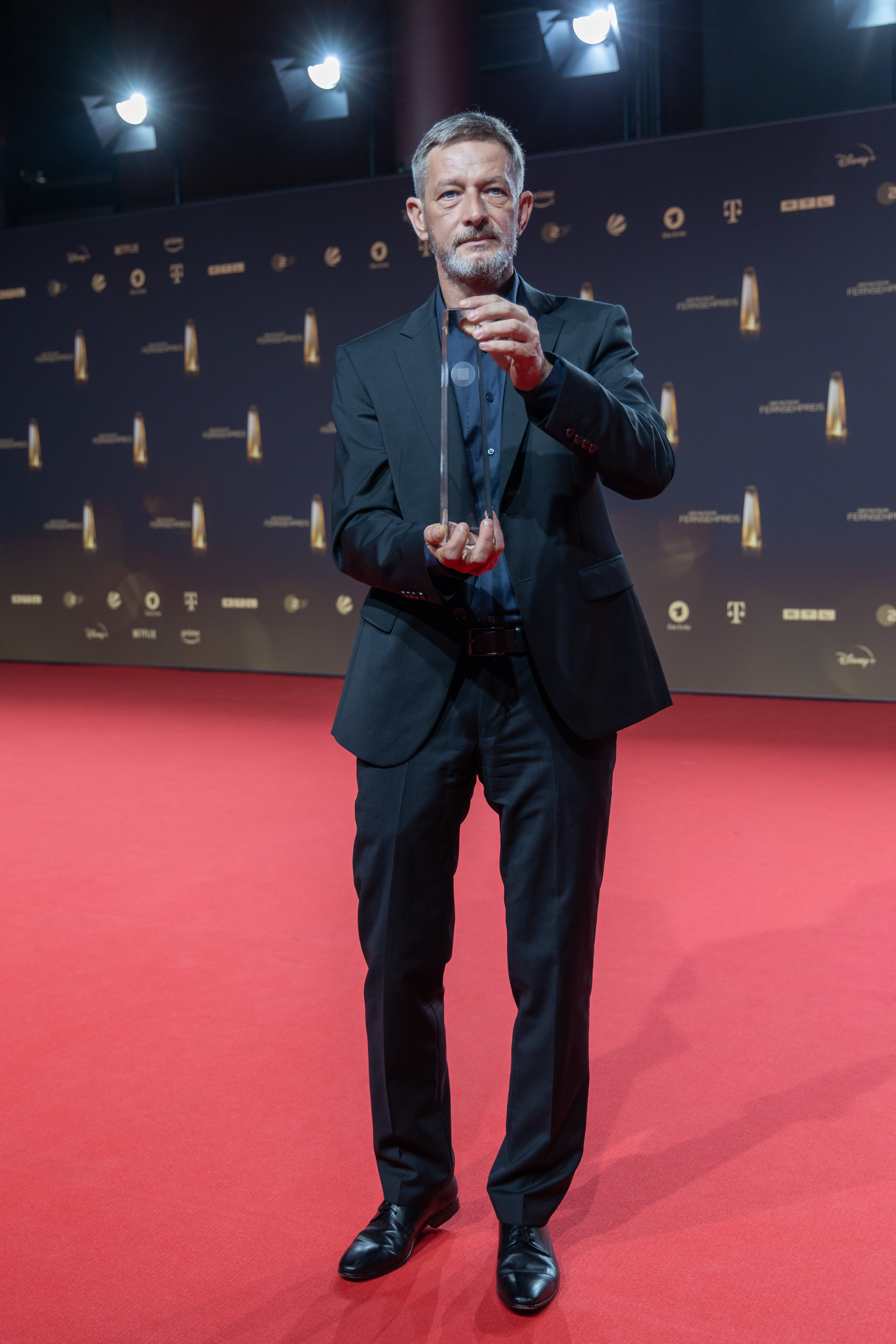
Arndt Ginzel mit dem Deutschen Fernsehpreis 2023

Arndt Ginzel (* 1972 in Spremberg, DDR) ist ein deutscher Investigativjournalist.

## Werdegang
Arndt Ginzel wuchs in Bautzen auf und studierte an der Universität Leipzig. Als freier Journalist arbeitet er mit zwei Partnern von Leipzig aus. Er arbeitet regelmäßig für deutsche Fernsehmagazine, wie zum Beispiel Frontal21 (ZDF) und Die Story im Ersten (ARD) und recherchiert zu unterschiedlichsten Themenbereichen aus dem In- und Ausland. Für seine Veröffentlichungen zur „Sachsensumpf“-Affäre wurde er 2010 gemeinsam mit seinem Kollegen Thomas Datt wegen Verleumdung und übler Nachrede angeklagt und erstinstanzlich zu einer Geldstrafe verurteilt, in zweiter Instanz aber vom Landgericht Dresden freigesprochen. Im Jahre 2015 wurde er bei seinen Recherchen zum Krieg in der Ostukraine von prorussischen Separatisten kurzzeitig verhaftet.
Als Ginzel im August 2018 für Frontal21 über eine Pegida-Demonstration in Dresden berichten wollte, wurden er und sein Filmteam von der Polizei circa 45 Minuten lang kontrolliert und an ihrer journalistischen Tätigkeit gehindert, nachdem ein Demonstrant dem Team vorwarf, ihn widerrechtlich gefilmt zu haben. Der Vorfall fand international Beachtung und löste eine Debatte zur Pressefreiheit in Deutschland und dem Vorgehen der sächsischen Polizei aus und wurde in den sozialen Medien unter den Hashtags „Pegizei“ und „Hutbürger“ bekannt.
Mitte Februar 2022 reiste Ginzel mit dem Kameramann Gerald Gerber in den Großraum von Mariupol, um dort über Deutsche zu berichten, die auf unterschiedlichen Seiten in der Ukraine freiwillig kämpften. Er erlebte vor Ort den Beginn der Invasion auf die Ukraine mit. Seither berichtet er direkt aus der Ukraine als Kriegsreporter für mehrere Nachrichtenredaktionen.

## Auszeichnungen und Nominierungen
- 2010 Regionaler Autor des Jahres des medium magazin für journalisten
- 2017 Bayerischer Fernsehpreis für die TV-Reportage „Spiel im Schatten - Putins unerklärter Krieg gegen den Westen“
- 2017 Nominierung für den Deutschen Fernsehpreis für „Putins geheimes Netzwerk - Wie Russland den Westen spaltet“
- 2019 Preis für die Freiheit und Zukunft der Medien der Medienstiftung der Sparkasse Leipzig
- 2022 Leuchtturm-Preis für besondere publizistische Leistungen des Netzwerks Recherche
- 2023 Deutscher Fernsehpreis 2023 im Informationsbereich für seine Berichterstattung zum Ukraine-Krieg